# Rhein-Maas: Geschichte, Sprache und Kultur
Rhein-Maas: Geschichte, Sprache und Kultur ist ein jährlich erscheinendes Periodikum, das vom Institut für niederrheinische Kulturgeschichte und Regionalentwicklung an der Universität Duisburg-Essen herausgegeben wird.
Der erste Band erschien im Jahr 2010. Veröffentlicht werden in den Bänden Aufsätze und Beiträge aus der Geschichtswissenschaft, Germanistik, Geografie usw. zu einzelnen Aspekten und Themen der Rhein-Maas-Region. Zudem gibt es die Rubriken „Aus dem Museum“, ein Forum und einen Rezensionsteil. Die Reihe will einen Einblick in die Vielfalt der Forschungen zur Rhein-Maas-Region geben und wendet sich an alle, die sich für die Geschichte und Kultur dieses Raums interessieren. Seit der dritten Ausgabe (2010) erscheint die Publikation im Verlag Nicole Schmenk.
- Bd. 1: (2010)
- Bd. 2: Schwerpunktthema Archäologie (2011)[2]
- Bd. 3: Schwerpunktthema Festschrift für Prof. Dr. Jörg Engelbrecht zum 60. Geburtstag (2012)
- Bd. 4: Schwerpunktthema Glaube und Aberglaube (2013)
- Bd. 5: Schwerpunktthema Der Erste Weltkrieg (2014)